# Cordiglottis
Cordiglottis là một chi thực vật có hoa trong họ Orchidaceae.